# Pic de la Dona
Le pic de la Dona ou cim de Bacivers est un sommet des Pyrénées orientales, sur la frontière entre l'Espagne et la France. Il culmine à 2 702 ou 2 704 m d'altitude.

## Toponymie
Ce sommet est nommé pic de la Dona pas les cartes des IGN français et espagnol et cim de Bacivers ou pic de Bacivers par celles de l'ICGC catalan, ce dernier réservant le nom pic de la Dona à un autre sommet situé non loin, plus à l'est. Pour l'IGN espagnol, le pic de Bacivers est un point légèrement plus à l'ouest, où la ligne de partage des eaux se sépare en deux, domine la vallée de la Carança et forme un tripoint avec la commune de Fontpédrouse. Ce point est nommé pla de Bacivers par l'ICGC.
Les toponymes Dona et Bacivers (parfois orthographié Bassibès) ne sont pas rares dans la région. L'un, signifiant « Dame », est du registre légendaire et désigne un lieu fréquenté par les fées. L'autre, provenant du latin vacicus « vide » indique un lieu d'élevage de brebis ou juments stériles pour la production d'engrais.
Les mêmes noms se retrouvent aussi bien au nord, alternance de la Serra de la Dona, la Coma de la Dona, la Serra de Bacivers puis la Coma de Bacivers, aussi bien qu'au sud : Font de Bacivers et Bacivers. Une coma est une combe, une serra est un chaînon de montagne ou une crête et le mot font désigne une source.

## Géographie

### Localisation
Le pic de la Dona se situe dans l'Est des Pyrénées. La crête dont il fait partie marque la frontière entre l'Espagne et la France avec, au sud, le municipi de Setcases (Ripollès, province de Gérone, communauté autonome de Catalogne) et au nord la commune française de Mantet, dans le département des Pyrénées-Orientales en région Occitanie.

### Topographie
Le sommet culmine à 2 702 m ou 2 704 m d'altitude. De part et d'autre du pic, le paysage est composé de cirques glaciaires,,.

### Accès
Le pic et ses alentours ne sont accessibles par aucune route, mais plusieurs sentiers permettent d'y accéder.
Selon Georges Véron, l'accès depuis la station de Vallter 2000, en passant par la portella de Mantet, prend 1 h 20 min, pour un dénivelé positif de 530 m.